# Kanton Bollène
Der Kanton Bollène ist seit 1790 ein französischer Wahlkreis im Arrondissement Carpentras, im Département Vaucluse der Region Provence-Alpes-Côte d’Azur. Hauptort ist Bollène. Der Kanton wurde 2015 im Rahmen einer landesweiten Neugliederung der Kantone von sieben auf neun Gemeinden erweitert.

## Gemeinden
Der Kanton besteht aus neun Gemeinden mit insgesamt 31.943 Einwohnern (Stand: 1. Januar 2022) auf einer Gesamtfläche von 217,52 km²:
| Gemeinde                 | Einwohner 1. Januar 2022 | Fläche km² | Dichte Einw./km² | Code INSEE | Postleitzahl |
| ------------------------ | ------------------------ | ---------- | ---------------- | ---------- | ------------ |
| Bollène                  | 13.871                   | 54,03      | 257              | 84019      | 84500        |
| Lagarde-Paréol           | 321                      | 9,29       | 35               | 84061      | 84290        |
| Lamotte-du-Rhône         | 397                      | 11,97      | 33               | 84063      | 84840        |
| Lapalud                  | 3.831                    | 17,37      | 221              | 84064      | 84840        |
| Mondragon                | 3.756                    | 40,65      | 92               | 84078      | 84430        |
| Mornas                   | 2.530                    | 26,09      | 97               | 84083      | 84550        |
| Sainte-Cécile-les-Vignes | 2.639                    | 19,82      | 133              | 84106      | 84290        |
| Sérignan-du-Comtat       | 2.896                    | 19,82      | 146              | 84127      | 84830        |
| Uchaux                   | 1.702                    | 18,48      | 92               | 84135      | 84100        |
| Kanton Bollène           | 31.943                   | 217,52     | 147              | 8405       | –            |

Bis zur landesweiten Neugliederung der Kantone 2015 bestand der Kanton Bollène aus folgenden sieben Gemeinden: Bollène, Lagarde-Paréol, Lamotte-du-Rhône, Lapalud, Mondragon, Mornas und Sainte-Cécile-les-Vignes. Sein Zuschnitt entsprach einer Fläche von 175,62 km2. Er besaß vor 2015 einen anderen INSEE-Code als heute, nämlich 8406.